# Logan Darnell
Logan Reece Darnell (Nacido en Nashville, Tennessee, Estados Unidos, el 2 de febrero de 1989) es un lanzador de la Liga Venezolana de Béisbol Profesional (LVBP), para los Cardenales de Lara.

## Carrera como beisbolista

### 2010
El 13 de julio de 2010, la organización de los Minnesota Twins firmaron a Logan Darnell a un contrato de ligas menores.
El 14 de julio de 2010, Logan Darnel es asignado a Elizabethton Twins de la Appalachian League, clase Rookie.

### 2011
El 4 de abril de 2011, Logan Darnell es asignado a Beloit Snappers de la Midwest League Clase A (Media).
El 14 de mayo de 2011, Darnell es asignado a Fort Myers Miracle de la Florida State League Clase A Avanzada (Fuerte).
El 11 de agosto de 2011, Darnell es asignado a New Britain Rock Cats de la Eastern League Clase Doble A.

### 2013
El 24 de junio de 2013,Darnell es asignado a Rochester Red Wings de la International League Clase Triple A. Los Mellizos de Minnesota lo agregaron a su lista de 40 hombres durante la temporada baja 2013-14.

### 2014
El 2 de mayo de 2014, fue convocado por primera vez a las Grandes Ligas. hace su debut en la MLB el 6 de mayo de 2014.

### 2015
En la LVBP
El 29 de septiembre de 2015, Darnell es asignado a los Bravos de Margarita de la Liga Venezolana de Béisbol Profesional para la temporada 2015-16. Hace su debut el 24 de octubre de 2015, Tuvo 12 presentaciones, 8 fueron como abridor,  para una de efectividad de 3.42, mismos en los que recibió 54 imparables, 25 carreras, 3 jonrones, regaló 8 boletos y ponchó a 26 en 47 inning y 1/3.

### 2016
El 7 de noviembre de 2016, Darnell es elegido como agente libre por los Mellizos de Minnesota.
El 28 de noviembre de 2016 Darnell es asignado a Gigantes del Cibao de la Liga de Béisbol Profesional de la República Dominicana (LIDOM) para la temporada 2016-2017.

### 2017
El 15 de marzo de 2017, Darnell firmó con los Somerset Patriots de la South Atlantic League de la Clase A (Media).
El 9 de mayo de 2017, Los Angeles Dodgers firman Logan Darnell con un contrato de ligas menores y es asignado a Oklahoma City Dodgers.
El 1 de junio de 2017, Darnell' renunció a los Patriotas de Somerset de South Atlantic League.
El 5 de julio de 2017, Darnell firmó un acuerdo de ligas menores con los Rays de Tampa Bay. Eligió la agencia libre el 6 de noviembre de 2017.
En la LVBP
10 de octubre de 2017, Logan Darnell vuelve a ser asignado a Bravos de Margarita de la Liga Venezolana de Béisbol Profesional para la temporada 2017-18. Participa con el 13 de octubre de 2017, Tuvo 13 presentaciones, 12 fueron como abridor,  para una de efectividad de 3.32, recibió 68 imparables, 25 carreras, 3 jonrones, regaló 19 boletos y ponchó a 47 en 65 inning.

### 2018
El 3 de enero de 2018, Darnell firmó un contrato de ligas menores con los Washington Nationals.
El 4 de abril de 2018, Logan Darnell es asignado a los Harrisburg Senators de la Eastern League clase Doble A.
El 16 de junio de 2018, Logan Darnell es asignó a los Syracuse Chiefs de la International League de la clase Triple A. Eligió la agencia libre el 2 de noviembre de 2018.
En la LVBP
El 10 de noviembre de 2018, Logan Darnell vuelve a ser asignado a Bravos de Margarita de la Liga Venezolana de Béisbol Profesional para la temporada 2018-19. Participa con el 11 de noviembre de 2018, Tuvo 8 presentaciones, 6 fueron como abridor,  para una de efectividad de 2.58, recibió 39 imparables, 13 carreras, 2 jonrones, regaló 5 boletos y ponchó a 17 en 38 inning y 1/3.

### 2019
El 12 de enero de 2019, Logan Darnell es transferido a Leones del Caracas de la Liga Venezolana de Béisbol Profesional. los cuatro equipos que consiguieron su pase a la semifinal tomaron su pieza de refuerzo y los Leones del Caracas, segundo en el turno, se decantaron por el lanzador Logan Darnell.
El zurdo que destacó por su gran labor monticular este curso con los Bravos de Margarita, ya había pasado por las filas de la manada en años anteriores, cuando se vistió de rayas en la campaña 2017-2018, también como refuerzo en la serie semifinal ante Caribes de Anzoátegui.
El 21 de febrero de 2019, Darnell firmó con los Somerset Patriots de la South Atlantic League Clase A (Media).